# Villers-aux-Bois
Villers-aux-Bois – miejscowość i gmina we Francji, w regionie Grand Est, w departamencie Marna.
Według danych na rok 1990 gminę zamieszkiwało 256 osób, a gęstość zaludnienia wynosiła 50 osób/km².
W 1836 urodził się tutaj Augustyn Denizot, ogrodnik i sadownik.